# 이달호 (1958년)
이달호(李達浩, 1958년 2월 5일 ~ 2024년 4월 15일)은 대한민국의 제6·7·8·9대 경상북도 고령군의원이었다. 출신은 경상북도 고령군 다산면이다.

## 학력
- 1971년 다산국민학교  졸업
- 1974년 달성중학교 졸업
- 1978년 경신상업고등학교 졸업
- 계명대학교 관광경영학과 3년 휴학

## 경력
- 다사면 체육회 실무 부회장
- 다산 벼 육모공장 대표
- 다산농협 이사
- 새마을 지도자 다산면 협의회장
- 고령군 재향군인회 다산면 이사
- 고령경찰소 B.B.S. 다산면 이사
- 새마을 지도자 고령군 협의회 총무
- 다산 중·고 공립추진 초대 위원장
- 농업경영인 다산면 부회장
- 한나라당 중앙위원회 경상북도연합회 부회장
- 2010.07 ~ 2014.06 제6대 경상북도 고령군의회 의원
- 2010.07 ~ 2012.07 제6대 경상북도 고령군의회 전반기 부의장
- 2010.07 ~ 2012.07 제6대 경상북도 고령군의회 전반기 예산결산특별위원회 위원
- 2012.07 ~ 2014.06 제6대 경상북도 고령군의회 후반기 예산결산특별위원회 위원
- 고령군 민주평화통일자문위원회 위원
- 다산초등학교 총동창회 부회장
- 2014.07 ~ 2018.06 제7대 경상북도 고령군의회 의원
- 2014.07 ~ 2016.07 제7대 경상북도 고령군의회 전반기 의장
- 2016.07 ~ 2018.06 제7대 경상북도 고령군의회 후반기 예산결산특별위원회 위원장
- 2018.07 ~ 2022.06 제8대 경상북도 고령군의회 의원
- 2018.07 ~ 2020.07 제8대 경상북도 고령군의회 전반기 예산결산특별위원회 위원
- 2020.07 ~ 2022.06 제8대 경상북도 고령군의회 후반기 예산결산특별위원회 위원
- 다산 위탁영농 대표
- 2022.07 ~ 2024.04 제9대 경상북도 고령군의회 의원
- 2022.07 ~ 2024.04 제9대 경상북도 고령군의회 전반기 예산결산특별위원회 위원장

## 수상
- 1986 봉사정신 고령군 수상
- 1986 고령경찰서장상 (지역사회발전)
- 1986 향군발전 재향군인회 고령군 회장상
- 1989 예비군 전력증강 육군 제2군 사령관상
- 2003 새마을운동 행정자치부 장관상
- 2005 살기좋은 내고장 가꾸기 새마을 대상 수상
- 2013 경상북도 의정봉사대상

## 역대 선거 결과
|  | 13.58% |

|  | 31.33% |

|  | 38.97% |

|  | 21.05% |

|  | 39.95% |

## 가족 관계
- 슬하: 이상운, 이세련, 이상원